# Сиботковці
Сибо́тковці (болг. Съботковци) — село в Габровській області Болгарії. Входить до складу общини Габрово.

## Населення
За даними перепису населення 2011 року у селі проживали 45 осіб, з них 44 особи (97,8%) — болгари.
Розподіл населення за віком у 2011 році:
Динаміка населення: